# Władimir Kiszkun
Władimir Iwanowicz Kiszkun, ros. Владимир Иванович Кишкун (ur. 5 listopada 1951 w Leningradzie) – rosyjski lekkoatleta specjalizujący się w skoku o tyczce, który startował w barwach Związku Radzieckiego.
W 1976 – w jedynym w karierze starcie w igrzyskach olimpijskich – zajął 13. miejsce w finale. Złoty medalista mistrzostw Europy w Rzymie (1974). Medalista mistrzostw Związku Radzieckiego, reprezentant kraju i dwukrotny rekordzista ZSRR. Rekord życiowy: 5,55 (28 lipca 1977, Moskwa).

## Osiągnięcia
| Rok  | Impreza                       | Miejsce  | Pozycja     | Wynik |
| ---- | ----------------------------- | -------- | ----------- | ----- |
| 1968 | Europejskie igrzyska juniorów | Lipsk    | 2. miejsce  | 4,60  |
| 1974 | Mistrzostwa Europy            | Rzym     | 1. miejsce  | 5,35  |
| 1976 | Igrzyska olimpijskie          | Montreal | 13. miejsce | 5,20  |
| 1977 | Finał pucharu Europy          | Helsinki | 8. miejsce  | 5,00  |